# Волчков Олександр Анатолійович
Олекса́ндр Анато́лійович Волчко́в (нар. 18 липня 1985) — український футболіст, захисник футбольного клубу «Воркута» (Торонто).

## Життєпис
Вихованець ДЮСШ-11 міста Одеси. В основному грає на позиції центрального захисника.
У професійних командах починав грати у другій лізі в командах «Олімпія ФК АЕС» (Южноукраїнськ), МФК «Миколаїв», «Бастіон» (Чорноморськ). У 2012 році грав у командах першої ліги «Нива» (Вінниця) та ФК «Одеса».
Навесні 2013 року перейшов в «Ністру» (Атаки), з яким уклав контракт на 4 місяці.
На початку червня проходив перегляд у «Волині», але укласти контракт з командою Прем'єр-ліги не вдалося. Після «Волині» на запрошення Вадима Добіжи відправився в Таллінн на перегляд в команду «Калев» з Сілламяе.
У Таллінні Волчков уклав контракт з «Левадією». 16 липня 2013 року в складі естонської команди дебютував в Лізі Європи. У Талліні «Левадія» приймала румунський клуб «Пандурій» з Тиргу-Жіу. У сезоні 2013 року в вищому дивізіоні чемпіонату Естонії зіграв в 13 матчах, забив 1 гол, тоді ж став чемпіон Естонії. Сезон 2014 року розпочав у другій команді «Левадії», так як на його місце був придбаний балканець. Волчков намагався працевлаштуватися в Угорщині та Чехії, але там так і не склалося, тому влітку цього ж року був відданий в оренду іншому естонському клубу — «Локомотиву». Перший гол за йихвіський клуб забив у грі 28 туру Преміум Ліги Естонії, в якій суперником був таллінський клуб «Флора». Після завершення сезону покинув «Локомотив». З 29-30 грудня в складі футбольного клубу «Нарва-Транс» брав участь в зимовому турнірі Естонського футбольного союзу.
У січні 2015 року перебував на перегляді в єреванському клубі «Арарат», з яким згодом підписав контракт.
У червні 2015 року перейшов в «Алашкерт», який представляє Вірменію в Лізі Європи УЄФА, а в липні з'вився вже e молдовському клубі «Заря». Але в середині серпня стало відомо, що гравець покинув команду, так як не отримав дозволу на роботу в Молдові. У вересні було підписано контракт з українським клубом «Гірник-спорт». Улітку 2016 року перейшов у футбольний клуб «Інгулець». Наприкінці грудня того ж року залишив петрівську команду.

## Досягнення
- Чемпіонат Естонії з футболу
  -  Чемпіон (2): 2013, 2014

- Кубок Естонії
  -  Володар (1): 2013